# Щебетуновка
Щебетуно́вка — упразднённый в 1963 году хутор в Миллеровском районе Ростовской области. Располагался между Туриловкой и Венделеевкой.

## География
Хутор стоял у реки Польная.

## История
С ноября 1924 года — в составе Туриловского сельсовета. По данным Всесоюзной переписи населения 1926 года — в Донецком округе Мальчевско-Полненского района Северо-Кавказского края РСФСР.
В августе 1963 года хутор Щебетуновка был объединён с хутором Венделеевка.

## Население
По данным Всесоюзной переписи населения 1926 года — население — 70 человек (36 мужчин и 34 женщины); все жители — украинцы

## Инфраструктура
В 1926 году зафиксировано личное подсобное хозяйство (10 дворов).
К 1941 году зафиксирована МТФ
Религия
Жители хутора относились к приходу Туриловской церкви в пос. Туриловка.

## Транспорт
Хутор с Введеновкой связывала просёлочная дорога.